# Ludwig von Gleichen-Rußwurm

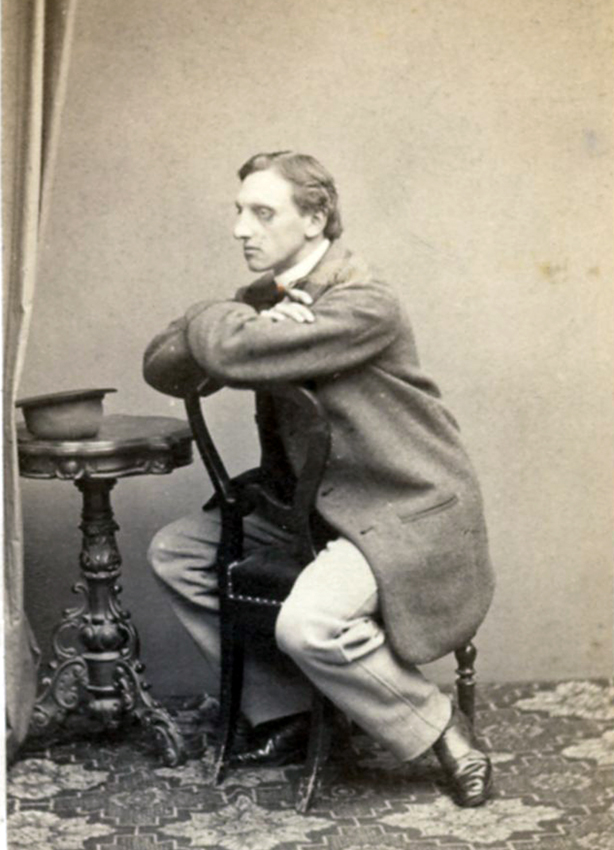
Ludwig von Gleichen-Rußwurm um 1865

Ludwig von Gleichen-Rußwurm

Heinrich Ludwig Alexander Freiherr von Gleichen-Rußwurm (* 25. Oktober 1836 auf Schloss Greifenstein in Bonnland/Unterfranken; † 9. Juli 1901 in Weimar) war ein Maler und Grafiker des deutschen Impressionismus. Er war der Wegbereiter dieser Kunstrichtung in Deutschland. Zu seinen favorisierten Sujets gehörten Landschaften. Gleichen-Rußwurm ist der Enkel von Friedrich Schiller.

## Leben

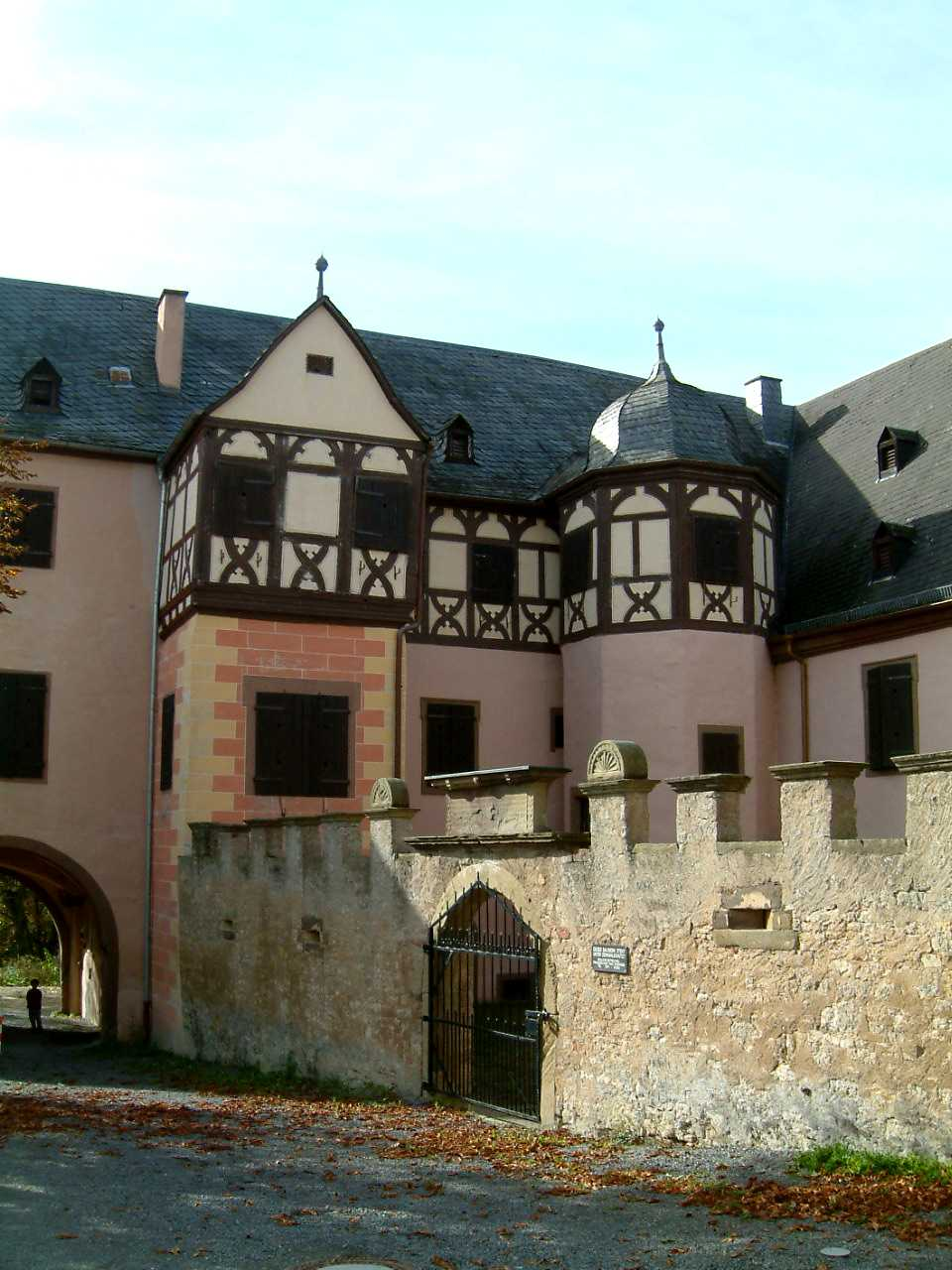
Schloss Greifenstein (Bonnland), Nordostansicht

Heinrich Ludwig Freiherr von Gleichen-Rußwurm wurde am 25. Oktober 1836 auf Schloss Greifenstein in der ehemaligen Gemeinde Bonnland (heute abgesiedeltes Dorf im Bereich des Truppenübungsplatzes Hammelburg, Landkreis Bad Kissingen) als einziges Kind des Freiherrn Adalbert von Gleichen-Rußwurm und seiner Frau Emilie, der jüngsten Tochter Friedrich von Schillers geboren. Die Patenschaft für den „Enkel seines Lieblingsdichters“ übernahm der bayerische König Ludwig I.
Ludwig von Gleichen-Rußwurm besuchte zunächst die Schule in Meiningen, wo sein Vater nach seiner Wahl als Vertreter der Ritterschaft im Landtag des Herzogtums Sachsen-Meiningen saß und wo die Familie die Wintermonate verbrachte. Die durch die unzureichende Beheizbarkeit von Schloss Greifenstein bedingte Abwesenheit während der Winterszeit, verbrachte die Familie später in Würzburg. Die Eltern hatten sich dort eine Wohnung in der damaligen Einhornapotheke gemietet, so dass Ludwig ins benachbarte Gymnasium gehen konnte. Dieses schloss er mit der Reifeprüfung ab und studierte in Jena, Heidelberg und Genf. Anschließend besuchte er die landwirtschaftliche Akademie in Hohenheim bei Stuttgart und absolvierte ein Praktikum.
Bei einem Aufenthalt in Frankfurt am Main lernte er Elisabeth Freiin von Thienen-Adlerflycht (* 15. August 1837) kennen, die Tochter des dänischen Geschäftsträgers beim Deutschen Reichsrat. Am 9. Mai 1859 heirateten die beiden. Am 6. November 1865 wurde der Sohn Alexander geboren, der sich später als Schriftsteller und Kulturphilosoph einen Namen erwarb. Die Mutter des Kindes starb nur kurze Zeit nach der Geburt am 19. Dezember 1865 und wurde in der Familiengruft auf dem Friedhof in Bonnland beigesetzt. Der Sohn Alexander wurde der Obhut seiner Großmutter Emilie von Gleichen-Rußwurm übergeben, die seine Erziehung übernahm und ihn wesentlich prägte.
Ludwig von Gleichen-Rußwurm, der schon während seiner Schul- und Studienjahre sein malerisches Talent verspürt hatte, gab sich nach dem Tod seiner Frau voll seinen künstlerischen Neigungen hin. Als adeliger Dilettant bezog er 1869 eine Wohnung mit Atelier in Weimar, die ihm Großherzog Carl Alexander von Sachsen-Weimar-Eisenach zur Verfügung stellte. Er studierte dort an der von Stanislaus von Kalckreuth geleiteten Großherzoglich-Sächsischen Kunstschule Landschaftsmalerei bei Max Schmidt und ab 1871 bei Theodor Hagen. 1872 beteiligte er sich erstmals an einer Ausstellung in Berlin.
Bei einem Aufenthalt in Frankreich 1876 wurde er von der Schule von Barbizon beeinflusst, die mit ihrer Hinwendung zu realistischen Naturdarstellungen in Abkehr vom klassisch-idealistischen Stil seinen Vorstellungen entgegenkam und die auch für die Weimarer Kunstschule wegweisend wurde. Durch den seit 1875 an der Weimarer Schule tätigen Albert Brendel wurde er auch zur Anwendung der Radiertechnik angeregt. Einen nicht unbedeutenden Einfluss übte der Landschaftsmaler Karl Buchholz auf von Gleichen-Rußwurm aus, der zu den Wegbereitern des deutschen Impressionismus zählte. Er entwickelte sich schließlich neben den genannten Lehrern der Weimarer Kunstschule sowie Christian Rohlfs und Paul Wilhelm Tübbecke zu einem der ersten deutschen Landschaftsmaler, die die künstlerischen Impulse des französischen Impressionismus nach Deutschland brachten.

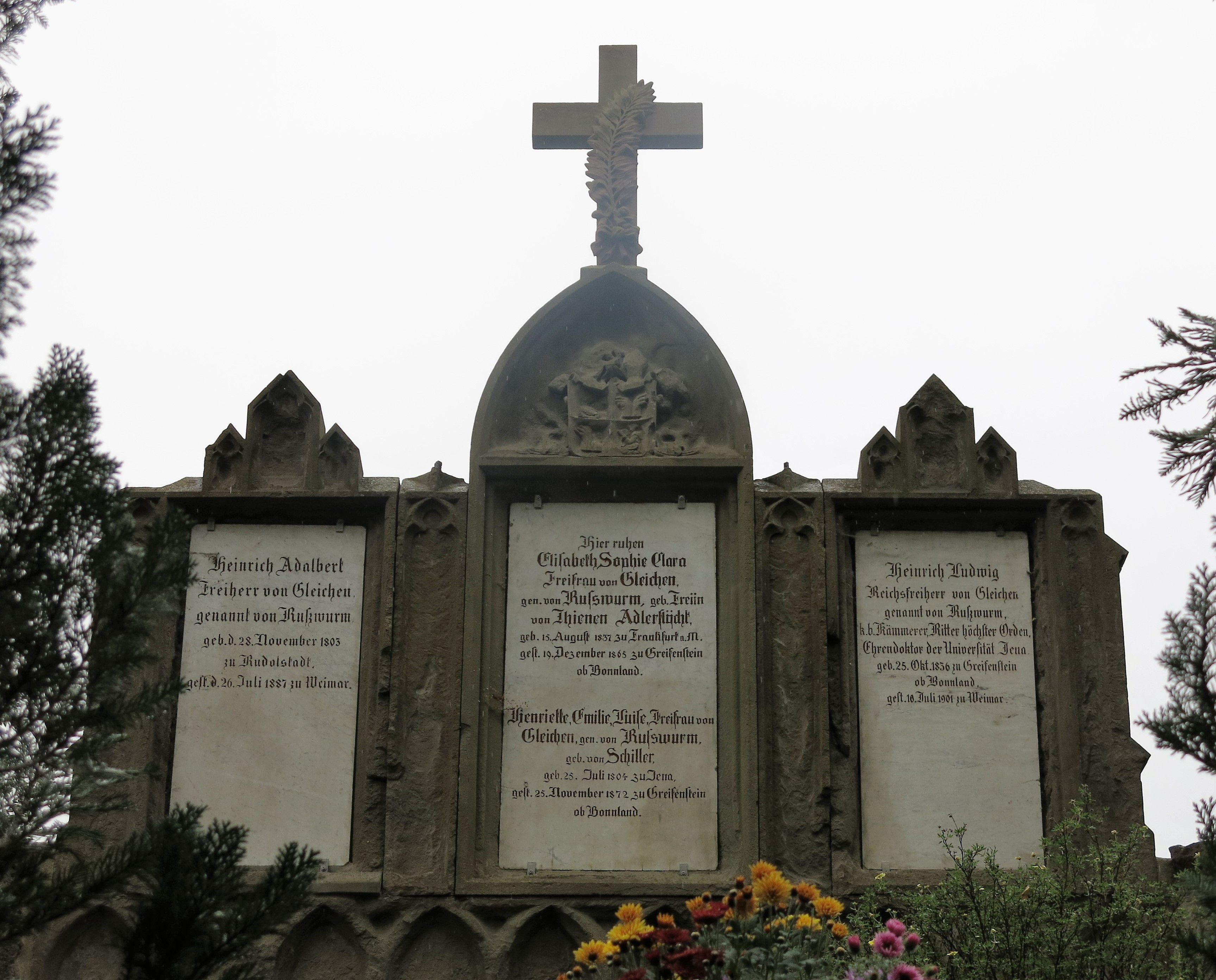
Grabstein der Freiherren von Gleichen-Rußwurm auf dem Friedhof von Bonnland (Nachbildung)

Ab 1880 verbrachte von Gleichen-Rußwurm die Wintermonate in Berlin und unternahm in den Folgejahren Reisen nach Frankreich und Italien, unter denen der mehrfache Aufenthalt an der See auf Helgoland, in Scheveningen, Blankenberge und Trouville für sein künstlerisches Schaffen von besonderer Bedeutung wurde. Gemeinsam mit seinem Sohn Alexander stiftete er 1880 dem Goethe-Archiv in Weimar aus der Sammlung des von seiner Großmutter auf Schloss Greifenstein eingerichteten Schiller-Museums umfangreiche Hinterlassenschaften des Dichters, so dass das Archiv ab 1889 die Bezeichnung „Goethe- und Schiller-Archiv“ erhielt. Die Goethe-Gesellschaft verlieh ihm dafür die Ehrenmitgliedschaft. Fünf Jahre später wurde er Vorsitzender der Deutschen Schillerstiftung.
Ludwig von Gleichen-Rußwurm verstarb am 9. Juli 1901 in Weimar. Er wurde neben seiner Frau und seiner 1872 verstorbenen Mutter in der Familiengruft auf dem Friedhof in Bonnland beigesetzt.

## Malerisches Schaffen

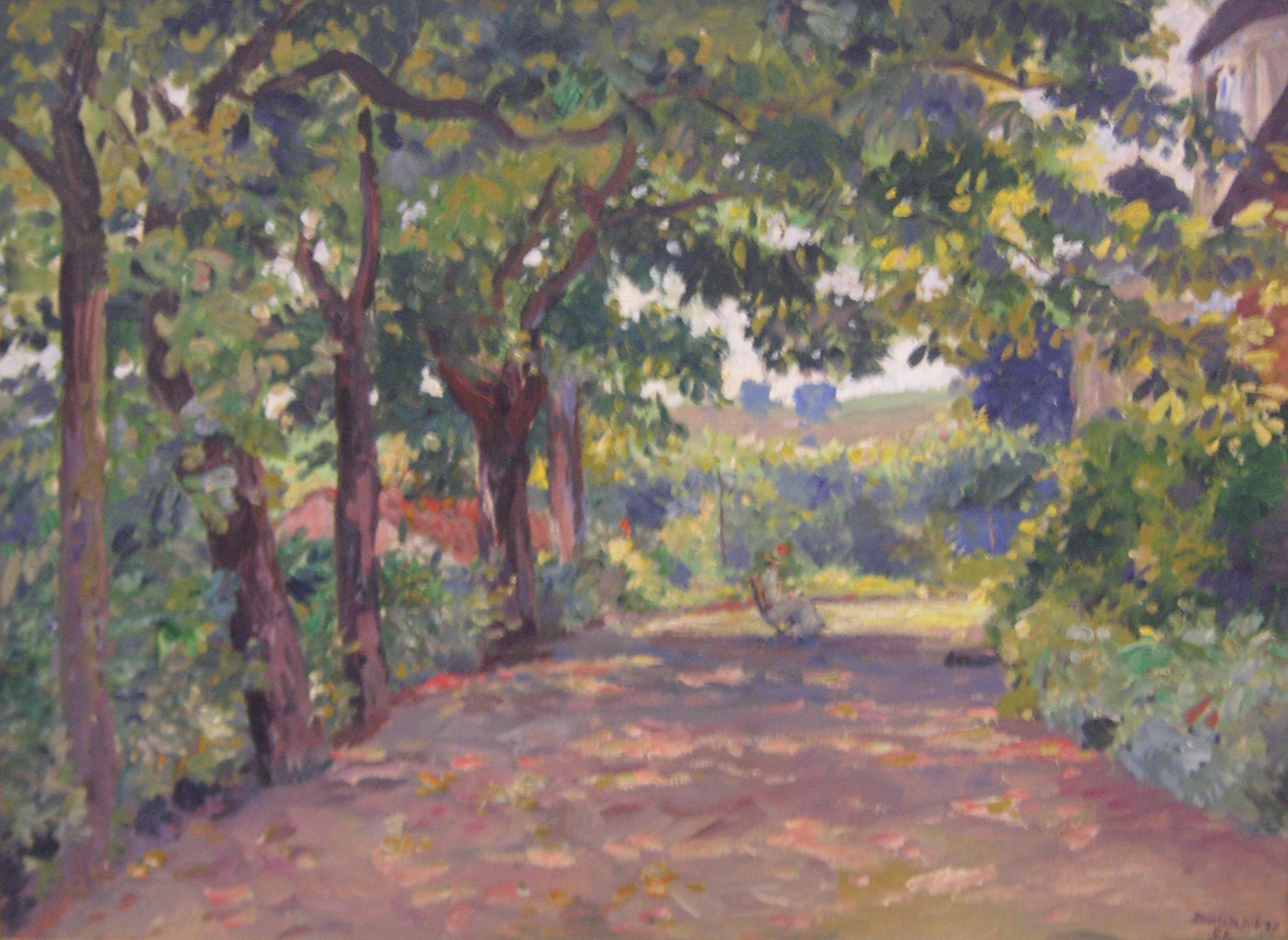
Schlossgarten in Bonnland (1897)

Wurde von Gleichen-Rußwurm in dem 1882 erschienenen Biographischen Künstler-Lexikon von Dr. Hermann Alexander Müller noch als Künstler beschrieben, der „stimmungsvolle, oft allzu derb natürliche Landschaften mit charakteristischer Staffage“ malt, kann sein erster Frankreichaufenthalt als Zeitpunkt für seine künstlerische Weiterentwicklung im Sinne der dort aufgenommenen Anregungen gelten. Aus dieser Zeit stammt auch die kleine Aquarellstudie „Mai 1876 Wald von Fontainbleu“. Einige Jahre später fand eine direkte Begegnung mit den Malern von Barbizon statt. In seinem Bemühen Motiv und der Farbgebung in einer möglichst natürlichen Sehweise zu erfassen, sah er in der Schule von Barbizon Parallelen zu seiner eigenen Sichtweise, die ihn in seiner Auffassung bestärkten. Von Gleichen-Rußwurm suchte eine unmittelbare und intensiv empfundene Wiedergabe von Natur und Menschen. Großzügig zusammengefasste Formen mit deutlichen Hell-Dunkelkontrasten wurden kraftvoll gegliedert. Das Farbspektrum reichte von einer großen Vielfalt bis zur Reduktion auf Hell-Dunkelsilhouetten. Neben der Landschaftsmalerei als Schwerpunkt malte er auch städtische Szenen. Auf dem Gebiet der Radiertechnik war er episodenhaft tätig. In einer späteren Schaffensphase entstanden Lithographien mit Kreide bzw. Tusche und Pinsel.

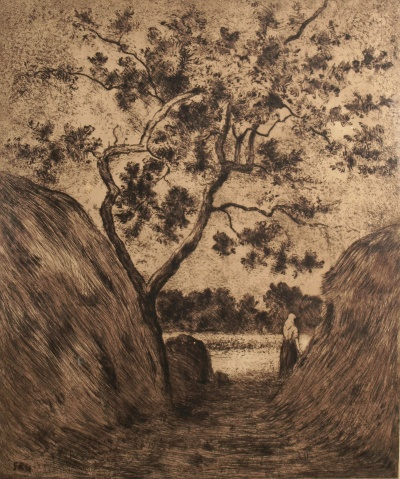
Bauern bei der Heuernte von 1898 – eine vom Französischen Impressionismus inspirierte Radierung

Erste Auseinandersetzungen mit dem französischen Impressionismus stellen die Gemälde „Bauernpaar bei der Heuernte“ und „Pflügender Bauer“ jeweils aus dem Jahr 1889 dar. Für die im französischen Impressionismus so geschätzte Darstellung von Motiven mit jeweils variierenden Lichtverhältnissen, lieferte die sanfte Hügellandschaft um seinen Geburtsort Bonnland und der Park von Schloss Greifenstein im Wechsel der Tages- und Jahreszeiten ein unerschöpfliches Reservoir von Anregungen.
Julius Meier-Graefe schrieb in seiner „Entwicklungsgeschichte der modernen Kunst“ von 1904: „Gleichen-Rußwurm vollbrachte zuerst ganz allein die Einführung des Impressionismus in die deutsche Malerei“. Dass er in seiner Zeit polarisierte, brachte sein Sohn Alexander von Gleichen-Rußwurm zum Ausdruck, wenn er schrieb: „Seine Bilder erwecken begeisterte Zustimmung auf der einen, schärfste Ablehnung auf der anderen Seite“.

## Werke in Museen (Auswahl)
- Nationalgalerie (Berlin)
- Kupferstichkabinett Dresden
- Museum im Kulturspeicher
- Hamburger Kunsthalle
- Kunstsammlungen zu Weimar, heute Klassik Stiftung Weimar
- Nationalmuseum Breslau